# 68-й армійський корпус (РФ)

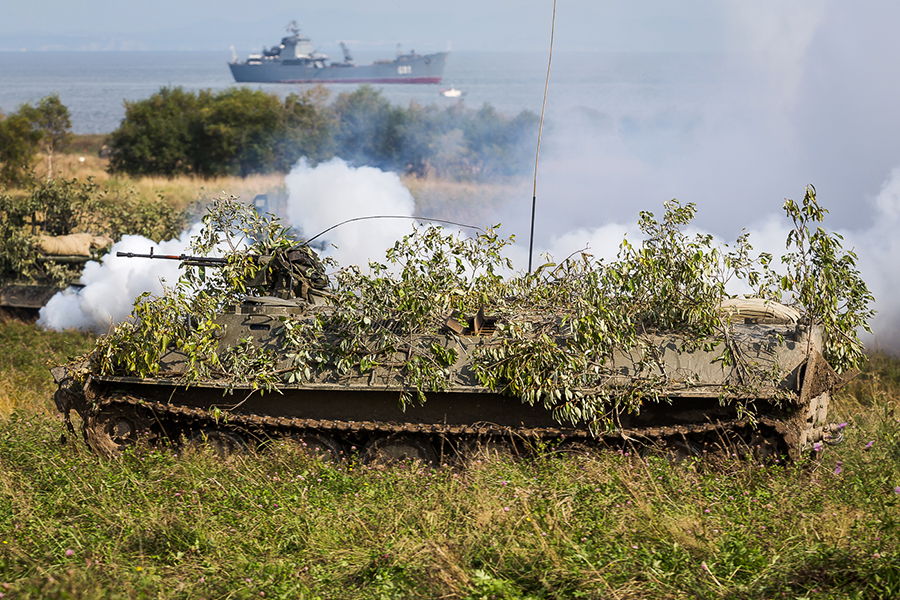
Стратегічні командно-штабні навчання «Схід-2014».

68-й армійський корпус — об'єднання Східного військового округу Росії, розташований на Сахаліні й Курильських островах. Штаб розташований в Южно-Сахалінську. Корпус був вперше сформовано у 1993 році з 51-ї армії й розформовано у 2010 році. Корпус було відтворено у 2014 році.

## Історія
68-й армійський корпус було сформовано 11 жовтня 1993 року з 51-ї армії у Южно-Сахалінську, що входила до складу Далекосхідного військового округу. До нього увійшли 33-тя мотострілецька дивізія у Южно-Сахалінську, 18-та кулеметно-артилерійська дивізія у Гарячих Ключах й 31-ша зенітна ракетна бригада у Южно-Сахалінську. У 1997 році командир корпусу генерал-лейтенант Геннадій Аношин помер від серцевої недостатності в літаку. У 2002 році 31-ша зенітна ракетна бригада була розформована. Джерела розходяться в датах розформування корпусу. За даними Олексія Гайдая, корпус було розформовано 1 грудня 2006 року. У повідомленні Незалежної газети за 2014 рік вказана дата розформування корпусу 2010 роком. 1 червня 2009 року в рамках реформи Збройних Сил РФ 33-тя мотострілецька дивізія була переформована на 39-ту окрему мотострілецьку Червонопрапорну бригаду.
У квітні 2014 року корпус був відтворений з частин, вже розміщених на Сахаліні й Курилах: 18-ї кулеметно-артилерійської дивізії й 39-ї окремої мотострілецької бригади під командуванням генерал-майора Валерія Асапова. У 2014 році було сформовано 676-й окремий інженерний батальйон. У липні 2015 генерал-майор Олександр Перязев був призначений командиром корпусу після того, як генерал-майор Валерій Асапов був направлений у відрядження у Південний військовий округ для участі у військових діях на Сході України. Корпус перейшов на контрактну систему комплектування з серпня 2016 року. У лютому 2017 генерал-майор Дмитро Валерійович Глушенков був призначений командиром корпусу, замінивши генерал-майора Олександра Перязева, який був призначений командувачем 20-ю гвардійською армією Західного військового округу.

## Склад
Склад корпусу у 2019 році:
- 137-й окремий батальйон управління (Южно-Сахалінськ)
- 18-та кулеметно-артилерійська дивізія (Горячі Ключі)
- 39-та окрема мотострілецька Червонопрапорна бригада (Южно-Сахалінськ),
- 312-й окремий реактивний артилерійський дивізіон (Дачне),
- 676-й окремий інженерний батальйон (Дачне),
- 327-й окремий батальйон радіоелектронної боротьби (Дачне),
- 1336-й командно-розвідувальний центр (Южно-Сахалінськ),
- 43-й командний пункт ППО (Южно-Сахалінськ).